# كراش بانديكوت 4: إتز أباوت تايم
كراش بانديكوت 4: إتز أباوت تايم (بالإنجليزية: Crash Bandicoot 4: It's About Time) هي لعبة فيديو منصات من تطوير تويز فور بوب ونشر أكتيفجن. واللعبة هي الإصدار الثامن في السلسلة الرئيسية لـ «كراش بانديكوت»، وتعتبر الإصدار الرابع في الترتيب الزمني. وأيضاً تعتبر اللعبة تابعة لكراش بانديكوت إن. سين تريلوجي، أينما تقع الأحداث بعد كراش بانديكوت 3: واربد. من المقرر إصدار اللعبة على بلاي ستيشن 4 و‌إكس بوكس ون في 2 أكتوبر 2020، وأُكد أن اللعبة تدعم اللغة العربية بالكامل مع ترجمة للقوائم ودبلجة للأصوات.

## طريقة اللعب
يتحكم اللاعبون بشخصيات كراش وكوكو من أجل اجتياز المستويات والوصول إلى هدف المرحلة. تتواجد العناصر التقليدية من السلسلة، بما في ذلك الفخاخ والعقبات المختلفة للتغلب عليها، والأعداء الذين يمكن هزيمتهم بتصرفات معينة (مثل القفز عليه)، والصناديق التي يمكن تحطيمها للحصول على عناصر، والتي يعمل بعضها كنقاط إعادة تعيد اللاعبين إلى أخر مكان توقفوا فيه عندما تموت شخصيتهم. على عكس القيود السابقة، يمكن للاعبين التبديل بين كراش وكوكو في أي وقت خلال مستوى ما، حيث يمتلك كلاهما نفس طريقة الحركات، ويمكنهما الاستفادة من أربعة أقنعة خاصة مختلفة للتغلب على مشاكل أكثر تعقيدًا - مثال على ذلك قناع يسمح للاعبين بإبطاء الوقت. في بعض الأحيان، يمكن للاعبين أيضًا التحكم في دكتور نيو كورتيكس، الغريم في اللعبة، من أجل اجتياز المستويات والاستفادة من الأدوات للتغلب على الفخاخ والعقبات.
كما أعلنت أكتيفجن وتويز فور بوب أن اللاعبين سيكونون قادرين على اللعب كشخصيات أخرى «مفضلة لدى المعجبين». في 6 أغسطس 2020، أُعلن عن دينغودايل كشخصية قابلة للعب. في 8 سبتمبر 2020، أُعلن عن تاونا كشخصية قابلة للعب.

## قصة
يهرب دكتور نيو كورتيكس ودكتور نيفاريوس تروبي وأوكا أوكا من سجنهم الزماني ويحدثون تمزيقًا في طبقة الكون لكشف أكوان متعددة (كما حدث في كراش بانديكوت 3: واربد) وبذلك يجب على كراش وكوكو أن يتحدوا ويعملوا مع أقنعة كوانتم الأربعة لتجنب الأزمات وإنقاذ الأكوان المتعددة.

## تطوير
كُشف عن اللعبة لأول مرة رسميًا في 18 يونيو 2020، حيث أُرسلت العديد من الألغاز من المراسلين عبر الإنترنت التي كشفت عن شخصية قناع غامضة جديدة. في اليوم التالي، قدمت لجنة تقييم الألعاب الرقمية التايوانية تقييمًا للعبة، وكشفت عن عنوانها، وصندوق الفن (يحتوي على أغراض متعلقة باللعبة)، وموجز مؤامرة قصير، ومطور اللعبة وهو تويز فور بوب. أُعلن عن اللعبة رسميًا خلال مهرجان الألعاب الصيفية 2020 في يوم 22 يونيو. صرحت أكتيفجن أن اللعبة ستدعم اللغة العربية عن طريق ترجمة النصوص والدبلجة.

## استقبال
| استقبال |                                                     |
| --- | --------------------------------------------------- |
| مجموع النقاط المجموع نقاط ميتاكريتيك (PS4) 85/100 [ 15 ] (XONE) 83/100 [ 16 ] (NS) 80/100 [ 17 ] (PS5) 86/100 [ 18 ] نتائج المراجعة نشرة نقاط دستركتويد 9/10 [ 19 ] غيم إنفورمر 8.5/10 [ 20 ] غيم ريفولوشن 5/5 [ 21 ] غيم سبوت 8/10 [ 22 ] غيمز رادار [ 23 ] آي جي إن 8/10 [ 24 ] نينتندو لايف [ 25 ] شاك نيوز 9/10 [ 26 ] فيديو غيمر.كوم 6/10 [ 27 ] |                                                     |
| مجموع النقاط |                                                     |
| المجموع | نقاط                                                |
| ميتاكريتيك | (PS4) 85/100 (XONE) 83/100 (NS) 80/100 (PS5) 86/100 |
| نتائج المراجعة |                                                     |
| نشرة | نقاط                                                |
| دستركتويد | 9/10                                                |
| غيم إنفورمر | 8.5/10                                              |
| غيم ريفولوشن | 5/5                                                 |
| غيم سبوت | 8/10                                                |
| غيمز رادار | [ 23 ]                                              |
| آي جي إن | 8/10                                                |
| نينتندو لايف | [ 25 ]                                              |
| شاك نيوز | 9/10                                                |
| فيديو غيمر.كوم | 6/10                                                |

تلقت كراش بانديكوت 4: إتز أباوت تايم مراجعات «مفضلة بشكل عام» على جميع الأنظمة الأساسية، وفق مجمع المراجعات ميتاكريتيك.
رُشحت لفئة أفضل لعبة عائلية في جوائز اللعبة 2020.

### مبيعات
باعت اللعبة أكثر من 402,000 نسخة في شهرها الأول.

## صور

لقطة شاشة من اللعبة

## وصلات خارجية
- كراش بانديكوت 4: إتز أباوت تايم على موقع IMDb (الإنجليزية)
- الموقع الرسمي
- الموقع الرسمي